# Murarátka
Murarátka là một thị trấn thuộc hạt Zala, Hungary. Thị trấn này có diện tích 12,04 km², dân số năm 2010 là 268 người, mật độ 22 người/km².